# Phoenix II
La Phoenix II è un veicolo prototipo elettrico a reintegro solare, sviluppato per le competizioni. Il debutto è avvenuto nel 1988 al G.P. 4E organizzato a Milano dalla rivista Quattroruote. La competizione, prima in Italia, era riservata esclusivamente a veicoli elettrici, suddivisi in varie categorie.
La vettura è stata progettata e costruita dall'ingegnere Andrea Pesaresi di Osimo nel 1987. È un esemplare unico, dal 1994 esposto al Museo dell'automobile di Torino “Giovanni Agnelli”.

## Evoluzione
La vettura schierata alla prima gara del 1988 era diversa avendo una struttura del telaio a geometria variabile. Pur avendo ottenuto un risultato confortante (3°) venne subito modificata con lo scopo di aumentare la superficie del pannello solare. Le parti fondamentali del telaio, il sistema di sterzatura e la carrozzeria rimasero inalterati. La nuova configurazione debuttò alla 2ª edizione del G.P. 4E svoltasi a Torino nel 1989 e corse fino al 1991 senza ulteriori modifiche. 

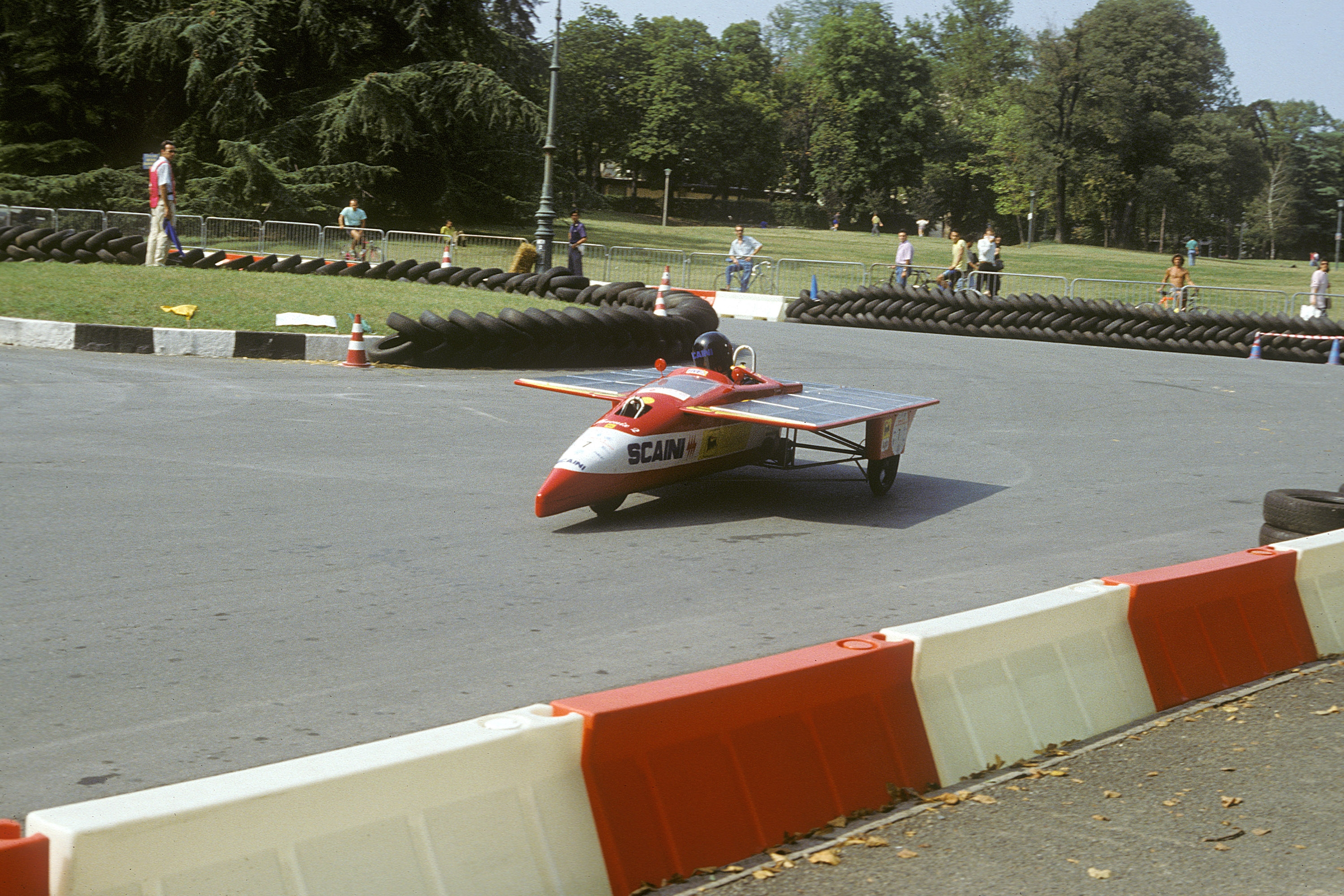
Formula E 1990 Torino

## Risultati sportivi
- 1° G.P. 4E Milano 22 /05/1988     (3º classificato)
- 2° G.P. 4E Torino 11/06/1989     (4º classificato)
- 3° G.P. 4E Roma 20/05/1990      (4º classificato)
- G.P.  Formula E Torino 02/09/1990      (2º classificato)
- 4° G.P. 4E Bologna 19/05/1991      (4º classificato)
- Cronoscalata Bz - P. Mendola 30/06/1991   (4º classificato)

## Pilota
La vettura è stata condotta in gara da Maurizio Scansani.

## Caratteristiche tecniche
- la vettura ha una configurazione a 3 ruote, una anteriore sterzante, due motrici posteriori;
- il motore elettrico è in c.c. ,con campo statorico in serie, potenza nominale 3.4Kw 48v.  ;
- l'elettronica di controllo è realizzata con un convertitore DC-DC miniaturizzato tecnologia Mosfet;
- il pacco batterie è formato da 40 elementi ni-Cd 1,2 V 40Ah;
- il pannello fotovoltaico è composto da 18 moduli monocristallini con potenza massima di 0.6 Kw
- il telaio ha una struttura a traliccio in tubi di acciaio cr-mo di piccola sezione saldati ;
- la sospensione posteriore è a ponte rigido (traliccio) con elementi elastici di gomma, vincolato trasversalmente con meccanismo di Watt ;
- la sospensione anteriore è a forcella rigida;
- i freni  posteriori sono a disco idraulici , quello anteriore a tamburo meccanico;
- la carrozzeria è in materiale sintetico composito (vetro-carbonio-epoxy) con il semiguscio inferiore avente funzione portante.

## Curiosità
Il nome deriva da una circostanza curiosa: a pochi giorni dal debutto in gara, durante una fase di collaudo, la vettura  ha subito un incidente con  grave danneggiamento del telaio. Dopo un primo sconforto e la seguente volontà di abbandonare l'impresa, la macchina è stata riparata e modificata per renderne meno critica la guida. Questa entusiastica resurrezione ha ispirato il nome mitologico Phoenix.